# Diócesis de Baní
La diócesis de Baní (en latín: Dioecesis Baniensis) es una circunscripción eclesiástica de la Iglesia católica en la República Dominicana. Se trata de una diócesis latina, sufragánea de la arquidiócesis de Santo Domingo. Desde el 17 de agosto su obispo es Mons. Faustino Burgos Brisman, C.M 

## Territorio y organización

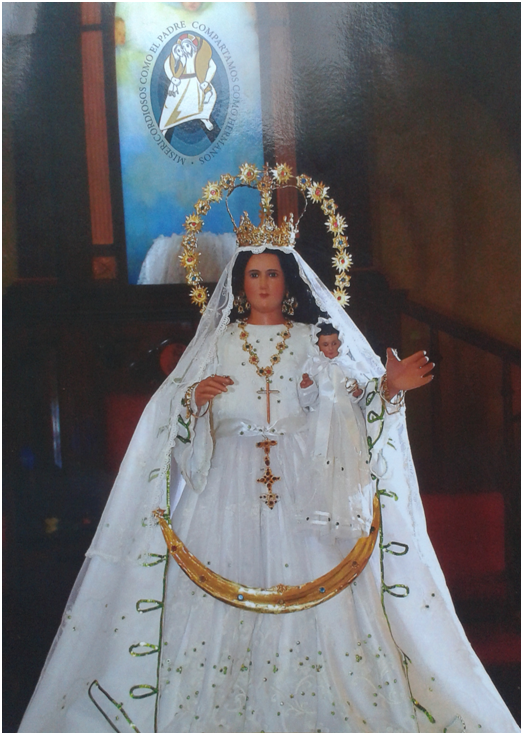
Nuestra Señora de Regla, patrona de la diócesis y titular de la catedral

La diócesis tiene 892 km² y extiende su jurisdicción sobre los fieles católicos de rito latino residentes en las provincias de Peravia, San Cristóbal y San José de Ocoa en la subregión de Valdesia.
La sede de la diócesis se encuentra en la ciudad de Baní, en donde se halla la Catedral de Nuestra Señora de Regla.
En 2022 en la diócesis existían 30 parroquias.

## Historia
La diócesis fue erigida el 8 de noviembre de 1986 mediante la bula Spirituali Christifidelium del papa Juan Pablo II, obteniendo el territorio de la arquidiócesis de Santo Domingo.
La bula se implementó el 23 de enero de 1987. Su primer obispo fue Príamo Pericles Tejada Rosario. Recibió la ordenación episcopal el 13 de julio de 1975, al ser nombrado por el papa Pablo VI como obispo titular de Gilba y auxiliar de Santo Domingo; funciones que desempeñaba al ser nombrado obispo de Baní.
Los documentos pontificios de erección de la nueva diócesis y de nombramiento de su primer obispo fueron ejecutados el 23 de enero de 1987. A Tejada Rosario lo sucedió el obispo Freddy Antonio de Jesús Bretón Martínez, quien tomó posesión de la diócesis el mismo día de su ordenación episcopal, 19 de septiembre de 1998 hasta su designación como arzobispo de Santiago de los Caballeros, en 2015. El 14 de diciembre de 2016 el papa Francisco nombró como obispo de esta diócesis a Víctor Emilio Masalles Pere. Tomó posesión canónica de la diócesis el 11 de febrero de 2017.

## Estadísticas
Según el Anuario Pontificio 2023 la diócesis tenía a fines de 2022 un total de 797 280 fieles bautizados.
| Año                                                                             | Población            | Población | Población      | Sacerdotes | Sacerdotes    | Sacerdotes    | Bautizados por sacerdote | Diáconos permanentes | Religiosos | Religiosos | Parroquias |
| Año                                                                             | Bautizados católicos | Total     | % de católicos | Total      | Clero secular | Clero regular | Bautizados por sacerdote | Diáconos permanentes | Varones    | Mujeres    | Parroquias |
| ------------------------------------------------------------------------------- | -------------------- | --------- | -------------- | ---------- | ------------- | ------------- | ------------------------ | -------------------- | ---------- | ---------- | ---------- |
| 1990                                                                            | 438 000              | 477 000   | 91.8           | 35         | 10            | 25            | 12 514                   | 3                    | 46         | 77         | 14         |
| 1999                                                                            | 598 000              | 665 000   | 89.9           | 33         | 14            | 19            | 18 121                   | 7                    | 30         | 106        | 18         |
| 2000                                                                            | 550 000              | 611 500   | 89.9           | 25         | 12            | 13            | 22 000                   | 7                    | 23         | 106        | 18         |
| 2001                                                                            | 553 500              | 615 000   | 90.0           | 23         | 9             | 14            | 24 065                   | 7                    | 22         | 119        | 18         |
| 2002                                                                            | 558 000              | 620 000   | 90.0           | 23         | 9             | 14            | 24 260                   | 7                    | 23         | 122        | 18         |
| 2003                                                                            | 647 720              | 719 098   | 90.1           | 27         | 12            | 15            | 23 989                   | 7                    | 26         | 124        | 18         |
| 2004                                                                            | 649 270              | 721 412   | 90.0           | 30         | 14            | 16            | 21 642                   | 8                    | 24         | 120        | 18         |
| 2006                                                                            | 673 000              | 747 000   | 90.1           | 29         | 17            | 12            | 23 206                   | 7                    | 21         | 104        | 18         |
| 2012                                                                            | 724 000              | 818 000   | 88.5           | 35         | 24            | 11            | 20 685                   | 8                    | 18         | 80         | 21         |
| 2015                                                                            | 749 000              | 846 000   | 88.5           | 37         | 23            | 14            | 20 243                   | 7                    | 20         | 54         | 25         |
| 2018                                                                            | 770 320              | 870 170   | 88.5           | 34         | 22            | 12            | 22 656                   | 4                    | 18         | 54         | 25         |
| 2020                                                                            | 784 200              | 885 900   | 88.5           | 45         | 31            | 14            | 17 426                   | 6                    | 18         | 49         | 26         |
| 2022                                                                            | 797 280              | 901 130   | 88.5           | 33         | 28            | 5             | 24 160                   | 5                    | 9          | 48         | 30         |
| Fuente: Catholic-Hierarchy, que a su vez toma los datos del Anuario Pontificio. |                      |           |                |            |               |               |                          |                      |            |            |            |

## Episcopologio
| Foto | Escudo | Nombre                                  | Período                                                                                    |
| ---- | ------ | --------------------------------------- | ------------------------------------------------------------------------------------------ |
|      |        | Príamo Pericles Tejeda Rosario †        | 8 de noviembre de 1986-13 de diciembre de 1997 renunció                                    |
|      |        | Freddy Antonio de Jesús Bretón Martínez | 6 de agosto de 1998-23 de febrero de 2015 nombrado arzobispo de Santiago de los Caballeros |
|      |        | Víctor Emilio Masalles Pere             | 14 de diciembre de 2016-12 de septiembre de 2023 renunció                                  |
|      |        | Faustino Burgos Brisman, C.M.           | Desde el 17 de agosto de 2024                                                              |

## Galería

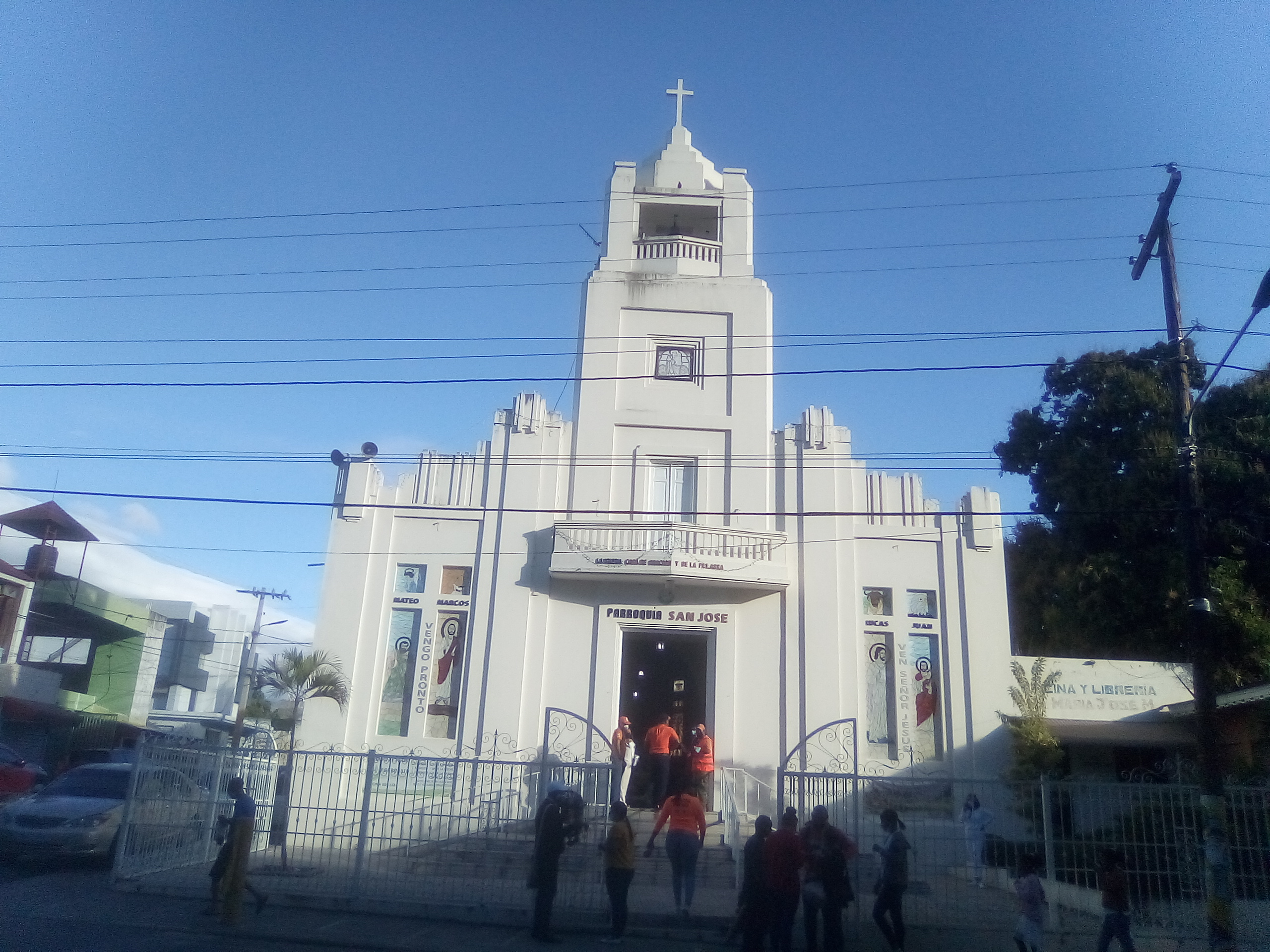
Parroquia San José, en San José de Ocoa
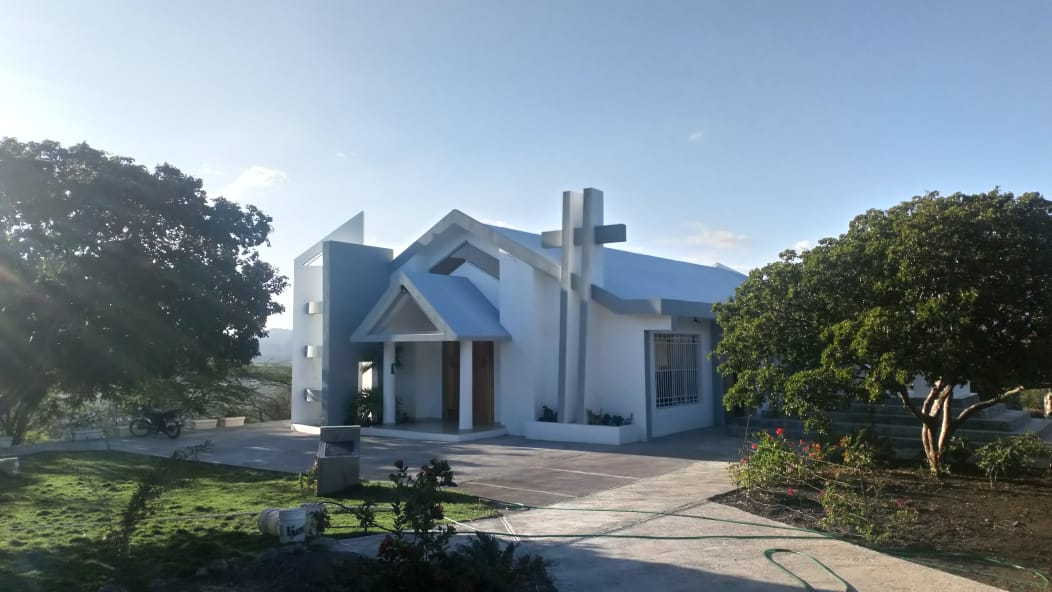
Parroquia de Villa Fundación
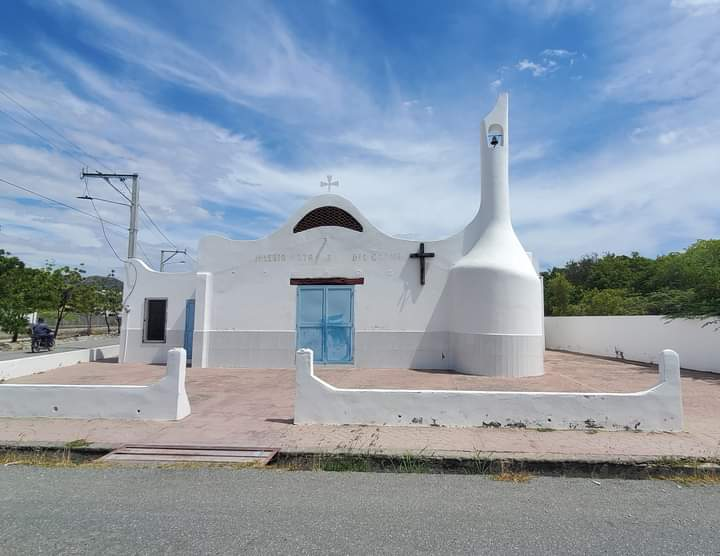
Parroquia Nuestra Señora del Carmen, en el Palmar de Ocoa
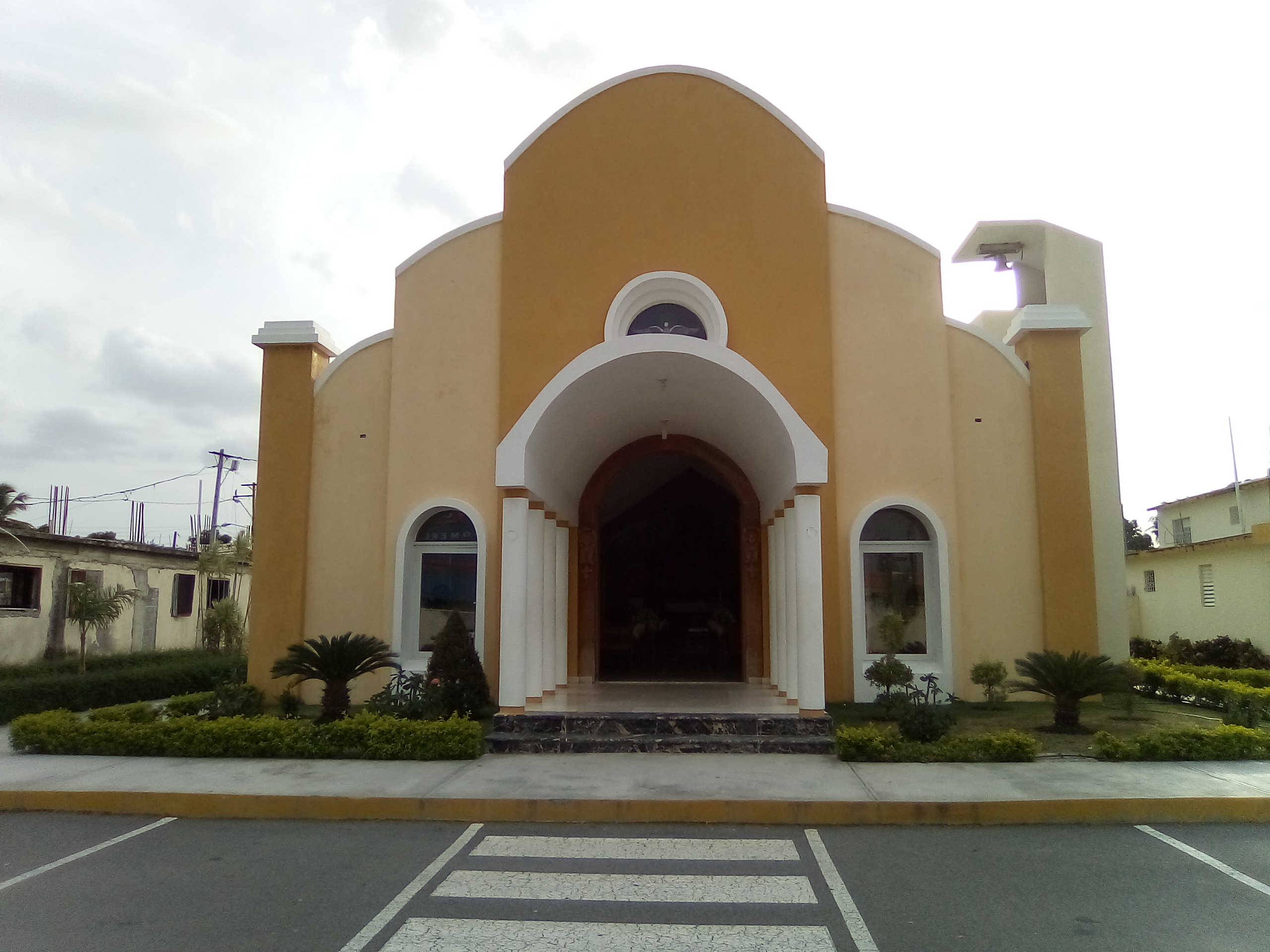
Parroquia Santa Cruz, en Baní